# Pedro Folc de Cardona (arzobispo)
Pedro Folc de Cardona (Pere Folc de Cardona en catalán) (m. Alcover, 11 de abril de 1530), fue Obispo de Urgel, Arzobispo de Tarragona, diputado eclesiástico de la Diputación del General de Cataluña y primer virrey de Cataluña.

## Biografía
Era hijo bastardo de Joan Ramon Folc III de Cardona, Conde de Cardona y hermano del futuro conde Joan Ramon Folc IV de Cardona que se implica a favor del rey en la Guerra civil catalana y resiste al sitio de Gerona con la reina y el infante Fernando.
Pedro estudia en la orden benedictina y ejerce de abad en Santa María de Lavaix y San Benet de Bages. Al morir su tío y obispo de Urgel, Jaime de Cardona y de Gandía, Pedro ocupa su lugar en el obispado.
Siendo Obispo de Urgel es escogido diputado por el brazo eclesiástico el 1 de agosto de 1482.
En su condición de obispo, participa en la conquista, por orden real, del Condado de Pallars Sobirá contra su primo Hugo Roger II de Pallars Sobirá que fue contrario al rey durante la Guerra civil catalana. En esta campaña iba acompañado de su padre que añadiría las posesiones del condado de Pallars Sobirá a las del Conde de Cardona.
Durante el periodo como diputado preeminente destacan los nuevos enfrentamientos entre la Diputación del General y el Consejo de Ciento barcelonés.
Persona culta e influyente, hospeda en su palacio de Barcelona a personalidades políticas como Carlos I de España o Francisco I de Francia. Fue protector de la cultura donando apoyo a artistas y a la edición de libros, entre ellos una versión de los Usatges de Barcelona de 1505.
El 23 de mayo de 1515 es nombrado arzobispo de Tarragona. Con la muerte de Fernando II en 1516 y la ausencia del territorio de su sucesor, Carlos I, se produce un vacío de poder que es aprovechado por los nobles para aumentar su poder. Se incrementa el clima de violencia, no funciona la real audiencia e, incluso, se temió un ataque de piratas. Finalmente el rey vuelve y después de una estancia en Barcelona, nombra a Pedro Folc de Cardona como Virrey de Cataluña el 10 de abril de 1521.
Desde la responsabilidad de virrey ha de proteger la frontera con Francia, de donde llega una invasión frustrada en 1521. El mismo año tiene que defender Amposta de un ataque de los piratas. Contaba para estas luchas con el apoyo de su sobrino y diputado eclesiástico de la Diputación, Luis de Cardona y Enríquez, que años más tarde le sucedería como arzobispo.
Murió en Alcover, donde se había refugiado de la peste, el 11 de abril de 1530. Está enterrado en la catedral de Tarragona.